# HD 135625
HD 135625 — одиночная звезда в созвездии Волка на расстоянии приблизительно 184 световых лет (около 56,5 парсек) от Солнца. Визуальная звёздная величина звезды — +7,71m. Возраст звезды определён как около 4,365 млрд лет.
Вокруг звезды обращается, как минимум, одна планета.

## Характеристики
HD 135625 — жёлто-белая звезда спектрального класса F8, или F9, или G3IV-V. Масса — около 1,281 солнечной, радиус — около 1,412 солнечного, светимость — около 2,226 солнечной. Эффективная температура — около 5857 K.

## Планетная система
В 2023 году группой астрономов было объявлено об открытии планеты HD 135625 b.
В 2019 году учёными, анализирующими данные проектов Hipparcos и Gaia, у звезды обнаружена планета HIP 74856 c.